# Richmond Pearson

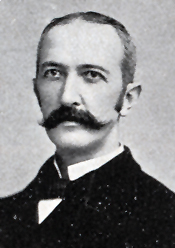
Richmond Pearson

Richmond Pearson (* 26. Januar 1852 im Yadkin County, North Carolina; † 12. September 1923 bei Asheville, North Carolina) war ein US-amerikanischer Politiker und Diplomat. Zwischen 1895 und 1901 vertrat er zwei Mal den Bundesstaat North Carolina im US-Repräsentantenhaus. Außerdem fungierte er in mehreren Ländern als amerikanischer Gesandter.

## Werdegang
Richmond Pearson wurde auf dem Anwesen „Richmond Hill“, das seinem Vater gehörte, geboren. Er besuchte zunächst die Horner’s School in Oxford und danach bis 1872 das Princeton College. Nach einem anschließenden Jurastudium wurde er im Jahr 1874 als Rechtsanwalt zugelassen. Zwischen 1874 und 1877 war er amerikanischer Konsul in Belgien. In den 1880er Jahren begann er als Mitglied der Republikanischen Partei eine politische Laufbahn. Zwischen 1884 und 1886 saß er als Abgeordneter im Repräsentantenhaus von North Carolina.
Bei den Kongresswahlen des Jahres 1894 wurde er im neunten Wahlbezirk von North Carolina in das US-Repräsentantenhaus in Washington, D.C. gewählt, wo er am 4. März 1895 die Nachfolge des Demokraten William T. Crawford antrat, den er bei der Wahl geschlagen hatte. Nach einer Wiederwahl konnte er bis zum 3. März 1899 zwei Legislaturperioden im Kongress absolvieren. In diese Zeit fiel der Spanisch-Amerikanische Krieg von 1898. Im Jahr 1898 trat er wiederum gegen William Crawford an, der diese Wahl gewann und Pearson am 4. März 1899 im Kongress ablöste. Dieser legte jedoch gegen den Ausgang der Wahl Widerspruch ein. Nachdem diesem stattgegeben worden war, konnte Pearson am 15. Mai 1900 sein altes Mandat wieder übernehmen und bis zum 3. März 1901 die laufende Legislaturperiode im Kongress beenden.
Zwischen 1901 und 1909 war Pearson im diplomatischen Dienst der Bundesregierung tätig. Im Jahr 1901 wurde er Konsul in Genua (Italien) und 1902 als Nachfolger von Lloyd Carpenter Griscom Botschafter in Persien, dem heutigen Iran. Dieses Amt bekleidete er bis 1907. Danach war er bis 1909 Botschafter in Griechenland und Montenegro; anschließend zog er sich in den Ruhestand zurück. Richmond Pearson starb am 12. September 1923 auf seinem Landsitz „Richmond Hill“ im Buncombe County.